# Faedis
Faedis (Faedis in friulano, Fojda in sloveno) è un comune italiano di 2 747 abitanti in Friuli-Venezia Giulia.

## Geografia fisica

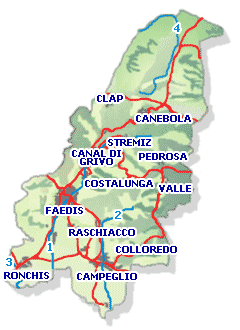

Faedis, il capoluogo del comune, è un paese di circa 1 600 abitanti a ridosso delle Prealpi Giulie, collocato allo sbocco della valle del torrente Grivò, fondamentale fonte di sostentamento per lo sviluppo di questi luoghi.
Il comune si trova a 15 km a nord-est di Udine, è attraversato dalla statale 356, a metà strada tra Cividale del Friuli e Tarcento. Il territorio comunale si estende per il 20% in pianura, il 35% in collina ed il 45% in montagna.
Torrenti indicati nella cartina: 1. Grivò di Faedis, 2. Grivò di Raschiacco, 3. Malina, 4. Rieca

## Storia
Faedis, da faêt ovvero "bosco di faggi" in friulano, a sua volta dal latino fagetum avente lo stesso significato, fa il suo ingresso nella storia poco dopo l'anno 1000, quando il patriarca aquileiese Popone dà il permesso ad Odorico di Auspergh, un nobile carinziano, di erigere un castello. La presenza umana nella zona, invece, si può attestare attorno all'anno 2000 a.C., data a cui risalgono i reperti rinvenuti nella Grotta Çondar des Paganis al confine tra i comuni di Faedis e Attimis. Sicure sono le tracce anche del passaggio dei romani (monete ed altri resti), con la presenza quasi certa di una villa di un colono alla base della collinetta di Colvillano e di un tempietto votivo dove è collocata attualmente la chiesa di Santa Maria Assunta a Faedis.
Dal 1000 in poi la storia di questo paese è stata fortemente caratterizzata dalla presenza della famiglia nobile dei Cucagna, dalla quale derivarono poi gli Zucco, i Partistagno e i Freschi che, con la costruzione dei castelli e delle ville, hanno praticamente dominato su questi territori fino all'arrivo di Napoleone e degli austriaci.

### Seconda guerra mondiale
La storia degli ultimi cento anni di Faedis è stata caratterizzata dalla prima e seconda guerra mondiale e dalla resistenza friulana, con la partecipazione delle Brigate Garibaldi e delle Brigate Osoppo che nell'estate del 1944 costituirono la Zona Libera del Friuli Orientale, che comprendeva i comuni di Attimis, Nimis, Faedis, Lusevera, Taipana e Torreano di Cividale. Tale esperienza terminerà alla fine di settembre con una potente controffensiva dell'esercito tedesco, che riconquistò i territori persi pochi mesi prima e si vendicò incendiando le case, deportando ed uccidendo molte persone.
Proprio in questi territori, qualche mese dopo, precisamente il 7 febbraio 1945, i partigiani cattolici di Francesco De Gregori detto "Bolla" furono catturati e uccisi dai gappisti comunisti guidati da Mario Toffanin detto "Giacca" in quello che è noto come eccidio delle malghe di Porzûs.

### Dalla fine della guerra ai giorni nostri
Dopo la guerra, le tappe della rinascita passarono per le prime elezioni libere: la scelta tra Repubblica o Monarchia (Repubblica 1534 voti - Monarchia 973 - Schede Bianche 208 - Nulle 40), le elezioni per la costituente e quelle per l'amministrazione comunale che in tutti e due i casi videro vittoriosa la Democrazia Cristiana.
Il primo sindaco eletto da libere elezioni fu Giuseppe Pelizzo che, insieme alla sua amministrazione e alla gente di Faedis, dovette affrontare i problemi della ricostruzione e della rinascita sociale ed economica della comunità faedese così prostrata dalla guerra.
Negli anni successivi la ripresa economica fu lenta e progressiva e non diede la possibilità a tutti di una vita dignitosa, costringendo molti all'emigrazione. Tra il 1945 e il 1959, furono 1700 le persone che lasciarono il comune di Faedis, in cerca di migliori fortune.
Come gran parte del resto del Friuli, anche Faedis (comune disastrato) fu colpito pesantemente dal terremoto del 1976, per fortuna quasi esclusivamente per danni materiali. L'impegno e la dedizione profusa nell'opera di ricostruzione, oltre a permettere una ripresa economica che garantirà una ricchezza generalizzata mai vista prima in queste terre, ha permesso al comune di Faedis di essere insignito della Medaglia d'oro al Merito Civile.

### Simboli
Lo stemma e il gonfalone del comune di Faedis sono stati concessi con decreto del Presidente della Repubblica del 18 settembre 1984.
Il gonfalone è un drappo partito d'azzurro e di giallo.

### Onorificenze
Il presente conferimento revoca la medaglia d'argento concessa in precedenza con D.P.R. del 12 dicembre 2002.

## Monumenti e luoghi d'interesse
- Castello di Cucagna. Il complesso, in fase di avanzato recupero ad opera dell'Istituto per la ricostruzione del Castello di Chucco-Zucco, è caratterizzato dall'alta torre quadrangolare con pusterla sopraelevata. Non distante vi era la domus fortificata di cui rimangono i muri e una grande cisterna. Fu edificato dopo il 1027, quando il nobile carinziano Odorico di Auspergh ricevette il permesso dal patriarca di Aquileia Popone. Odorico di Auspergh scelse di costruire il proprio maniero sul colle di Cucagna (da cui prese il nome la famiglia), dal quale poteva dominare la valle del Grivò, luogo di transito e accesso alla pianura friulana, e Faedis. Il castello venne costruito probabilmente su una fortificazione tardoantica altomedievale collocata a controllo del percorso da Forum Iulii (Cividale del Friuli) a Gemona del Friuli, in un luogo difficilmente attaccabile ed assediabile. Il castello venne abbandonato nel XV secolo, quando i nobili si trasferirono nelle più comode ville a Ronchis, Faedis, Udine e Cividale, e fu in seguito acquistato dalla famiglia Fullini di Polcenigo, che ne assunse il relativo titolo comitale.
- Castello di Zucco. Il maniero venne edificato, su permesso del 13 novembre 1248 del Patriarca di Aquileia Bertoldo, in un punto più basso rispetto a quello di Cucagna, quasi una forma di sottomissione e rispetto verso il primo più antico ed illustre. Il nuovo castello, detto di Zucco (da zuc = colle), posseduto inizialmente in comunione tra i nobili Cucagna, successivamente verrà ceduto definitivamente ad un ramo della famiglia stessa che prenderà il nome omonimo. Il nuovo complesso, più grande rispetto al preesistente, aveva una pianta articolata con doppia cerchia muraria, e ampio fossato. All'interno del recinto sorgevano la torre mastio, la domus fortificata, alcune strutture abitative e anche la cappella castellana che è possibile ammirare. Nel XV secolo il castello di Zucco, che subì le stesse sorti di quello di Cucagna, venne abbandonato per le più comode e accoglienti ville di pianura e sempre nello stesso secolo fu incendiato dai veneziani; nel XVI secolo fu anch'esso rilevato, insieme al titolo nobiliare connesso, dalla famiglia Fullini di Polcenigo. Per diversi anni è stato oggetto di recupero da parte dell'Istituto per la ricostruzione del Castello di Chucco-Zucco; i lavori sono in stand-by in attesa che un nuovo ente apra il cantiere per il definitivo recupero in vista della realizzazione del Parco Archeologico della Terra dei Castelli dei comuni di Attimis, Faedis e Povoletto.
- Castello di Soffumbergo. Il castello di Soffumbergo fu costruito nell'XI secolo e deve la sua importanza soprattutto al fatto che per molti secoli fu il soggiorno estivo del Patriarca di Aquileia. Il toponimo Soffumbergo deriva dal tedesco medievale Scharfenberg, che significa monte aguzzo o rocca aguzza, e difatti la collina su cui è stato costruito ha proprio queste caratteristiche. Il territorio su cui dominava comprendeva Campeglio, Raschiacco, Colloredo, Valle e Canale. A causa della sua distruzione avvenuta nel 1441 ad opera dei cividalesi, dell'antico maniero rimangono solamente le fondamenta delle torri, del recinto e della domus residenziale.
- Le Ville di Faedis. Sono quattro le ville storiche all'interno del comune di Faedis: le Ville Freschi e Partistagno a Ronchis, Villa Accordini a Campeglio e il Palazzo Comunale a Faedis. La storia delle prime due è molto simile: vennero costruite a partire dal XV secolo e diventarono la fissa dimora, una volta abbandonati i castelli, dei nobili Cucagna, che in seguito presero il nome di Freschi, e di un altro ramo della famiglia, i Partistagno. Villa Freschi è formata dal corpo padronale affiancato da due ali più basse, da alcuni rustici e dalla chiesetta gentilizia dedicata a San Carlo Borromeo, detta di Santa Croce. Si accede alla villa attraverso un portale bugnato in pietra e passando per un lungo viale alberato. Sul retro c'è un parco con due piccionaie a forma di torre. La struttura principale si sviluppa attorno al salone passante su cui s'affacciano le stanze minori. Il complesso di Villa Partistagno si compone della casa dominicale e di un piccolo corpo sporgente che si raccorda alla chiesa di San Lorenzo. All'interno due stanze sono impreziosite da affreschi, databili al primo Ottocento, attribuiti al pittore Domenico Paghini. Villa Accordini, che fu già Curia Patriarcale, è notevole per l'articolazione dei corpi e la misura architettonica, vicina a quella della tradizione rurale; essa vide la sua origine durante il periodo del Patriarcato di Aquileia. Il Palazzo Comunale ha sede in un edificio le cui forme rimandano chiaramente alle classiche ville venete, e si presume che sia stato eretto dai Candeo, i nobili veneti che si insediarono a Faedis nel 1600.
- Le chiese e chiesette di Faedis. Il territorio del comune di Faedis è costellato di chiese e chiesette votive, alcune delle quali costruite in luoghi non facilmente accessibili e quasi tutte di origine antica. La più imponente è sicuramente la chiesa parrocchiale di Faedis, dedicata a Santa Maria Assunta, consacrata nel 1934, ma oggetto di numerosi rifacimenti che secolo dopo secolo l'hanno vista ingrandirsi e cambiare: infatti si presume che il luogo in cui sorge sia stato da sempre luogo di culto per le popolazioni di Faedis, secondo quanto si deduce dai rinvenimenti di precedenti costruzioni, addirittura di epoca romana. Una curiosità riguardo a questa chiesa è data dal fatto che nell'opera di ricostruzione di inizio secolo vennero utilizzati ben 918 quintali di marmo provenienti dalla Basilica di San Pietro in Vaticano, donati dalla Santa Sede. La chiesa di San Pietro degli Slavi, collocata all'interno del borgo a cui dà il nome, è una costruzione risalente alla fine del Duecento. È un edificio ricco di storia ed è molto importante nella storia di Faedis. Il bell'altare ligneo di taglio rinascimentale è ospitato (per motivi di sicurezza) in uno degli altari laterali della chiesa parrocchiale di Faedis. I primi documenti che testimoniano l'esistenza della chiesetta di Santa Maria di Colvillano risalgono al 1300, ma la tradizione locale fa risalire la sua costruzione già al X secolo. È collocata sul colle di Colvillano, alle cui pendici si è quasi certi che ci fosse, in epoca romana, la villa di un Colono (da cui il nome). A causa dei numerosi furti subiti, dell'arredamento interno della chiesa sono rimasti solo alcuni affreschi risalenti al 1500. La chiesa della Madonna di Zucco è considerata un po' il santuario di Faedis (a causa delle difficoltà di accesso, vi si giunge solo attraverso l'antico sentiero che porta ai castelli): essa trae origine dall'antica cappella castellana ma l'edificio, di dimensioni maggiori, è stato costruito nel XVI secolo e ha subito forti rimaneggiamenti nel XVII secolo. L'interno conserva un affresco raffigurante la "Vergine che allatta il Bambino", incastonato nell'altare ligneo e risalente al XV secolo, opera di un ignoto maestro. La chiesa è stata restaurata grazie all'opera del gruppo A.N.A. (Associazione Nazionale Alpini) di Faedis. La chiesa di San Rocco è collocata su un colle ad un centinaio di metri in linea d'aria dalla chiesa parrocchiale e probabilmente vede la sua costruzione nel periodo in cui vennero eretti i castelli. Fu ampliata e restaurata nei primi decenni del Trecento e negli anni successivi fu meta di persone dedite alla vita contemplativa. Originariamente intitolata a San Giorgio, venne dedicata a San Rocco nel XVI secolo, quando divenne sede della Confraternita omonima. La chiesa di Santa Maria Maddalena in rupis risale alla prima metà del XIV secolo: data la scomodità del luogo in cui sorge (probabilmente è stata costruita a ricordo di un fortilizio preesistente), essa è raggiungibile solo attraverso un sentiero tra i boschi. La chiesa di San'Elena fu costruita tra il 1470 e il 1472 dagli abitanti di Canal di Grivò, Canebola, Costapiana, Gradischiutta, Clap con l'aiuto di Pedrosa e Costalunga. Edificata in un luogo molto bello anche scenograficamente, la chiesa, tutta in pietra e con un vasto porticato sul davanti, è in stile gotico, e alla bellezza esterna corrisponde quella interna. L'abside a costoloni ben formati è di un gotico perfetto. L'altare ligneo del XVII secolo è in stile barocco. La chiesa di San Martino in Raschiacco fu costruita presumibilmente nel periodo dell'occupazione longobarda, quando il culto per san Martino era molto diffuso. Si pensa che la sua fondazione risalga al Duecento, ma i primi documenti che attestano la sua presenza sono del 1328. Molto interessanti risultano gli arredi interni, tutti piuttosto antichi. La chiesa di San Michele a Campeglio è stata ricostruita dopo il sisma del 1976, a causa dei gravissimi danni subiti; la sua origine comunque si può attestare al periodo della dominazione longobarda. Di particolare interesse è il mosaico raffigurante San Michele posto nell'abside, dono dell'Associazione della Polizia di Stato del Friuli-Venezia Giulia, opera del pittore Arrigo Poz ed eseguito dai mosaicisti di Spilimbergo. La storia della chiesetta di San Rocco in Canale di Soffumbergo è legata alla storia del castello di Soffumbergo. L'attuale costruzione invece potrebbe risalire alla metà del Quattrocento. L'intitolazione a San Rocco probabilmente avviene tra il XVI secolo e XVII secolo. L'edificio in pietra presenta un'aula rettangolare ed un'abside quadrata con il soffitto a crociera. La chiesa di Colloredo di Soffumbergo, dedicata ai Santi Giovanni e Paolo, fu costruita nel periodo in cui i cappellani non officiavano più nella chiesa del castello di Soffumbergo, intorno al 1420. Di particolare interesse gli arredi interni. La chiesa di San Pietro in Valle venne consacrata nel 1756 dopo molti anni di lavoro. La sua costruzione si rese necessaria per la volontà degli abitanti di Valle che non volevano utilizzare più la chiesa di San Lorenzo, non facilmente raggiungibile ed ora scomparsa (si trovava sul monte medesimo alle spalle del paese). La chiesa di San Lorenzo in Ronchis venne costruita nel 1374 dai Conti Freschi e dagli abitanti del paese. Le origini della chiesa di San Giovanni Battista a Canebola si attestano a metà del Quattrocento. Ha avuto una storia molto tormentata, infatti nei secoli è stata più volte distrutta e ricostruita. L'attuale edificio è stato eretto dopo il terremoto del 1976 a causa dei forti danni subiti.
- Malghe di Porzus. Le Malghe di Porzus sono state teatro di un fatto tremendo avvenuto durante la seconda guerra mondiale, l'eccidio delle Malghe di Porzus. Il 7 febbraio 1945 un centinaio di gappisti garibaldini, comandati dal "Giacca" (prima della Resistenza già condannato per reati comuni), raggiungono le malghe di Porzûs poco distanti dall'abitato di Canebola in comune di Faedis, dove risiedono 17 osovani comandati dal capitano De Gregori ("Bolla") e da Valente ("Enea"). Essi immediatamente fucilano, senza ragione né giudizio, per le colpe che attribuivano loro di "intelligenza col nemico", i due comandanti e una donna, la Turchetti, indicata spia da Radio Londra. Nei giorni successivi fucilano, nel Bosco Romagno vicino a Cividale del Friuli, anche gli altri osovani, meno due. Tra loro il partigiano osovano ("Ermes") Guido Pasolini, fratello del famoso poeta Pier Paolo. Questo avvenimento ha rappresentato il punto più disastroso a cui è giunta in queste terre la dilacerazione fra guerre partigiane.
- Valnascosta. È un edificio antico, costruito con l'architettura tipica della casa friulana. Qui, il 18 Dicembre 1918, nacque Franco Celledoni detto "Atteone", figlio della maestra del paese. Visse con la famiglia a Valnascosta, per poi studiare medicina a Padova. Effettivo della II Divisione Osoppo Friuli, Ufficiale medico (studente di medicina), venne catturato dai gappisti mentre si recava a Topli Uork, alle malghe di Porzus, ora monumento nazionale. Atteone fu ucciso il 12 Febbraio 1945 presso Rocca Bernarda assieme ad altre 17 persone, tra cui Francesco De Gregori, zio    dell’omonimo artista, e Guido Pasolini, fratello di Pier Paolo Pasolini. L'11 Febbraio 2023, alla presenza dell'assessore regionale alla cultura Tiziana Gibelli, del presidente dell'APO Roberto Volpetti e dei sindaci di Attimis e Faedis, è stata inaugurata una lapide commemorativa sulla facciata principale dell'edificio, in ricordo di Franco Celledoni "Atteone", nato e vissuto in questa casa, barbaramente ucciso nell'eccidio di Porzus.[11] Articolo e video completo

## Società

### Evoluzione demografica
Abitanti censiti

### Lingue e dialetti
A Faedis, accanto alla lingua italiana, la popolazione utilizza la lingua friulana. Ai sensi della deliberazione n. 2680 del 3 agosto 2001 della Giunta della Regione autonoma Friuli-Venezia Giulia, il Comune è inserito nell'ambito territoriale di tutela della lingua friulana ai fini della applicazione della legge 482/99, della legge regionale 15/96 e della legge regionale 29/2007.
La lingua friulana che si parla a Faedis rientra fra le varianti appartenenti al friulano centro-orientale.
Nelle frazioni e località della parte alta del comune (Canebola/Čenijebola, Valle di Soffumbergo/Podcirku, Clap/Podrata, Costalunga/Vila, Costapiana/Rauan, Pedrosa/Pedroza, Stremiz/Garmovščica e Gradischiutta/Radišče) è parlato il locale dialetto sloveno, tutelato ai sensi della Legge 38/2001 in ottemperanza al DPR 12 settembre 2007 "Approvazione della tabella dei comuni del Friuli-Venezia Giulia nei quali si applicano le misure di tutela della minoranza slovena, a norma dell'articolo 4 della legge 23 febbraio 2001, n. 38". (GU n. 276 del 27-11-2007) .

## Cultura

### Eventi
- Pignarûl - Uno degli eventi della tradizione friulana: nei paesi e nei borghi del paese vengono preparati vari falò che vengono accesi nella notte del 6 gennaio in segno di auspicio per l'anno appena cominciato.
- Alla Corte di Refosco di Faedis - Manifestazione nata per promuovere al meglio il vino principe del territorio di Faedis, il Refosco di Faedis (un vitigno autoctono). Il momento clou si svolge verso fine aprile: due giorni di cantine aperte con la possibilità di pranzare in uno dei tanti ristoranti ed agriturismi della zona. Tanti eventi organizzati in contemporanea (concerti, mostre) trovano spazio nelle cantine e nei locali partecipanti.
- Festa del Vino e delle Fragole - La festa con più tradizione del comune e della zona, si svolge dalla metà degli anni Trenta del Novecento. Propone un abbinamento che si sposa alla perfezione: vino e fragole. Si svolge i primi due fine settimana di giugno; oltre alla possibilità di gustare la produzione vinicola locale, vengono organizzati spettacoli musicali, mostre ed intrattenimenti per bambini.
- Agribike di Faedis - Pedalata tra i campi e le aziende agricole, con lo scopo di promuovere la scoperta dell’agricoltura e dell’ambiente nella terra dei Castelli e del Refosco di Faedis; si svolge ogni anno il 2 giugno.
- Colloredo in Festa - L'Olio dei Patriarchi - Un week-end di festa (il 3º di giugno) nel piccolo borgo di Colloredo di Soffumbergo. Festa originale, ogni anno con temi diversi, mette in luce aspetti legati alla tradizione e alla cultura friulana. Ha voluto legarsi alla promozione dell'olio d'oliva, vista la collocazione del borgo vicino a frantoi e a coltivazioni di ulivo.
- Green Volley Faedis - Una delle più grandi manifestazioni sportive in regione, sicuramente la più grande dal punto di vista dei partecipanti, circa 3 000 atleti che, nei quattro giorni della manifestazioni, si cimentano in numerose discipline sportive, dalla pallavolo al calcio, dal rugby alla mountain bike. Si svolge a Faedis presso il Centro Polisportivo Castellterçol.
- Feste delle Castagne e del Miele di Castagno - A Valle di Soffumbergo, piccola frazione nell'alta collina, si svolge un appuntamento classico dell'autunno. Nei fine-settimana del mese di ottobre si possono degustare specialità a base di castagne, divertendosi con i numerosi eventi annualmente organizzati.

## Geografia antropica

### Frazioni
- Campeglio/Cjampei/Čampej | popolazione: 766 | altezza: 135 m s.l.m.| Campeglio è la frazione più grande del comune di Faedis. La località è antica, come dimostrano i resti del castello di Soffumbergo, soggiorno estivo dei patriarchi di Aquileia. Particolarmente suggestivo è il mosaico di San Michele, presente nella chiesa parrocchiale ricostruita dopo il sisma del 1976. Il paese si estende principalmente lungo la strada che porta a Cividale.
- Raschiacco/Roschià | popolazione: 197 | altezza: 179 m s.l.m.| Raschiacco viene menzionato per la prima volta nel 1321. Il paese si è sviluppato intorno alla chiesetta di San Martino che molti storici attribuiscono al 1200. Raschiacco è collocato a ridosso delle colline in mezzo a numerosi vigneti dai quali si ottengono vini di ottima qualità.
- Ronchis/Roncjis | popolazione: 163 | altezza: 129 m s.l.m.| Il ruolo di Ronchis nella storia del comune di Faedis è molto importante. Infatti dal XV sec. le sue ville, Freschi e Partistagno, diventeranno le abitazioni delle due omonime famiglie del casato dei Cucagna.
La frazione è collocata sulla strada che porta a Udine, a sud di Bellazoia, e si sviluppa principalmente intorno alla piccola piazza.
- Canal di Grivò/Cjanal di Grivò/Podklap | popolazione: 103 | altezza: 228 m s.l.m.| Notizie certe sull'esistenza di Canal di Grivò si hanno solo durante il dominio dei Cucagna, ma studiando l'etimologia della parola, di chiara origine celtica, si può supporre che il paese abbia origini più antiche. Canal di Grivò sorge sulle rive del torrente omonimo nel punto in cui più si restringe la gola dei monti.
- Canebola/Cjaneule/Čenijebola | popolazione: 115 | altezza: 669 m s.l.m.| Canebola ha origine probabilmente nel periodo delle migrazioni slave (VI-IX sec.), che portarono tali popolazioni ad insediarsi sui monti e sulle alture delle valli del Natisone e del Torre. Nel 1930 era ancora sprovvista di strade e a causa di questo è rimasta un po' isolata dal resto del comune. Grazie all'opera di ricostruzione post-terremoto, Canebola è ora un ridente paesino di montagna. Canebola è rimasto anche famoso per questa casermetta della fanteria d'arresto dove si svolgevano brutali episodi di nonnismo ai danni delle nuove reclute in servizio militare di leva (episodio del piccone). Alcuni militari sono stati condannati dalla procura militare di Padova.[15] Nel periodo della guerra fredda la casermetta, a nord dell'abitato, era una fortificazione, all’incrocio delle strade per Subit e Masarolis, che si sviluppava anche sul versante nord del monte e controllava l’accesso dalla Jugoslavia attraverso la valle del torrente Rieca; la fortificazione che faceva parte della soglia di Gorizia era affidata al 52º battaglione fanteria d'arresto "Alpi".
- Stremiz/Stremiç/Garmovšcica | popolazione: 32 | altezza: 315 m s.l.m.| Stremiz è un antico borgo, citato per la prima volta nel 1294 e assoggettato alla giurisdizione dei Cucagna a partire dal XIII secolo. È costituito da pochi edifici intorno ad una piccola piazza con fontana del XIX secolo. Conserva i resti di tre mulini e un ponte ad arco in pietra di origine romana, nei pressi delle sorgenti del Grivò..
- Costapiana/Cuesteplane/Rauan e Gradischiutta/Gradiscjute/Radišče | popolazione: 17 | altezza: 389 m s.l.m.| Costapiana è un piccolo borgo che si trova sulla strada per Canebola. È un abitato antico anche se è difficile stabilire precisamente le sue origini. Poco distante si trova il borgo di Gradischiutta, a 364 m s.l.m., il cui nome significa "luogo fortificato" o "rovine di castello". Probabilmente sorge sulle rovine di un antico fortilizio.
- Valle di Soffumbergo/Vâl/Podcirku | popolazione: 22 | altezza: 678 m s.l.m.| Valle, detta anche "Balcone sul Friuli", come tutti i paesi della zona ha origini antiche. Durante i secoli passati è sempre appartenuta al feudo dei Soffumbergo di proprietà della Chiesa di Aquileia. Il paese si estende attorno alla chiesa di San Pietro costruita nel XVIII sec. Valle è composta per la maggior parte da edifici rustici ristrutturati, utilizzati per lo più come case di villeggiatura.
- Colloredo di Soffumbergo/Colorêt | popolazione: 21 | altezza: 273 m s.l.m.| Colloredo viene menzionato per la prima volta nel 1501 come Villa Coloreti Soffumbergi. Il suo nome deriva dal latino coryletum e significherebbe "boschetto di noccioli". Colloredo come i paesi vicini, lega la sua storia al castello di Soffumbergo; è un piccolo paese conosciuto soprattutto per la produzione vinicola.
- Costalunga/Custelungje/Vila | popolazione: 6 | altezza: 593 m s.l.m.| Costalunga fu citata per la prima volta nel 1353, ma si pensa che le sue origini siano più antiche, simili a quelle di Canebola. Inizialmente fu assoggettata alla giurisdizione dei Cucagna, ma poi passò sotto i Soffumbergo. È situata sull'altura tra le valli del Grivò, di Faedis e Raschiacco. Il paese è stato restaurato completamente, divenendo un prezioso borgo rurale.
- Pedrosa/Pedrose/Pedroza | popolazione: 1 | altezza: 754 m s.l.m.| Pedrosa viene citata per la prima volta intorno alla metà del XIV sec. Questa frazione viene accomunata a Costalunga in relazione ad alcuni fatti storici riguardanti il casato dei Cucagna.
- Clap/Clàp/Podrata | popolazione: 2 | altezza: 684 m s.l.m.| Clap, come Canebola, ha origine probabilmente durante il periodo delle migrazioni slave. Il paese ormai è disabitato, anche se alcune delle sue case sono state restaurate dopo il terremoto del '76 e utilizzate come dimora estiva. Questo è infatti un luogo ideale per rilassarsi a contatto con la natura.

## Economia
L'agricoltura e più in generale le attività primarie sono le attività che da secoli reggono l'economia faedese. Fino a quando venivano sfruttati i pascoli in alta collina anche l'allevamento aveva un certo peso, soprattutto nei paesi di quelle zone.
Dopo il terremoto del 1976 si assiste, come nel resto del Friuli, all'inizio di un nuovo sviluppo dell'artigianato, e dell'agricoltura, in particolare della viticoltura, vocazione naturale di questo territorio.
Anche il settore turistico, con la nascita di numerosi agriturismi e bed & breakfast, che "sfruttano" la bellezza del territorio, ricco di natura e storia, castelli, ville e chiesette votive, vede l'inizio di uno sviluppo che dovrebbe concretizzarsi con la nascita entro qualche anno del Parco Archeologico della Terra dei Castelli, che comprenderà oltre al comune di Faedis, i comuni di Attimis e Povoletto.

## Amministrazione

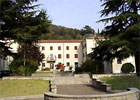
Palazzo comunale

Al consiglio regionale è stata presentata richiesta di referendum per la costituzione, in seguito alla fusione dei due enti, del comune di Attimis e Faedis.

### Gemellaggi
- Castellterçol, dal 1991